# Guebà
Guebà (en rus: Геба) és un poble de la república del Daguestan, a Rússia. Segons el cens del 2010 tenia 735 habitants.